# Медаља за грађанске заслуге
Медаљу за грађанске заслуге основао је 7. априла 1902. године краљ Александар I Обреновић, али је њено додељивање настављено без икаквог прекида и током потоњих владавина Петра I, Александра I и Петра II.

## Историјат
Посљедње одликовање из времена династије Обреновића је Медаља за грађанске заслуге, уведена 7. (20.) априла 1902, истога дана кад и Медаља краљице Драге. Има два степена: златни и сребрни. Додјељивала се "за заслуге према краљу, краљевом дому и држави, по свим гранама државне управе и државним службеницима за дугогодишњу ревносну и беспријекорну службу". Облик медаље преузет је од Медаље за војничке врлине из 1883. године. На лицу се налази натпис у три реда: ЗА / ГРАЂАНСКЕ / ЗАСЛУГЕ. Натпис је уоквирен вијенцем од двију гранчица с измијешаним ловоровим и храстовим лишћем. На наличју је грб Краљевине Србије у грбовном плашту. Уз руб медаље на лицу и наличју је гранулирани поруб. Медаља је пречника 34 мм. Према пропису, трака за Златну медаљу за грађанске заслуге је попут траке Ордена Карађорђеве звијезде, црвене боје, са паром бијелих пруга ширине 3 мм уз руб. Трака за Сребрну медаљу за грађанске заслуге је попут траке Ордена Бијелог орла, црвене боје с двије свијетлоплаве пруге ширине 7 мм, које су 2,5 мм удаљене од руба. Изгледа да се пропис о бојама траке није спроводио, јер су се Златна и Сребрна медаља за грађанске заслуге најчешће опремале тробојном црвено-плаво-бијелом траком, код које је средишња црвена пруга широка 20 мм, а уже плаве и бијеле пруге широке су 5 мм.
Након доласка Петра I Карађорђевића на престол (1903.), Медаља за грађанске заслуге наставила се додјељивати у неизмијењену облику. Премда је одликовање било искључиво цивилне намјене. Медаљом за грађанске заслуге одликовани су 1916. године и војници инжењеријске чете 2. пјешадијског пука француске војске. Медаља се наставила додијељивати и након уједињења 1918. године у Краљевини СХС и Краљевини Југославији - све до 1941. године. У периоду од 1902. до 1914. године Медаља за грађанске заслуге производила се у Бечу. код драгуљара и медаљера Георга Адама Шајда. У вријеме Првога свјетског рата израду медаља преузела је париска радионица Артус Бертранд. У Краљевини СХС и Краљевини Југославији медаље су израђивали „Браћа Игенин“ (етимолошки: Huguenin Freres) с из Швајцарске (Ле Локл), Сорлини у Вараждину. Griesbach и Knaus у Загребу и Ковница акционерског друштва у Београду.